# Danh sách tiểu hành tinh: 6801–6900
| Tên                 | Tên đầu tiên | Ngày phát hiện       | Nơi phát hiện          | Người phát hiện                                        |
| ------------------- | ------------ | -------------------- | ---------------------- | ------------------------------------------------------ |
| 6801 Střekov        | 1995 UM1     | 22 tháng 10 năm 1995 | Kleť                   | Z. Moravec                                             |
| 6802 Černovice      | 1995 UQ2     | 24 tháng 10 năm 1995 | Kleť                   | M. Tichý                                               |
| 6803                | 1995 UK7     | 27 tháng 10 năm 1995 | Kushiro                | S. Ueda, H. Kaneda                                     |
| 6804 Maruseppu      | 1995 WV      | 16 tháng 11 năm 1995 | Kuma Kogen             | A. Nakamura                                            |
| 6805 Abstracta      | 4600 P-L     | 24 tháng 9 năm 1960  | Palomar                | C. J. van Houten, I. van Houten-Groeneveld, T. Gehrels |
| 6806 Kaufmann       | 6048 P-L     | 24 tháng 9 năm 1960  | Palomar                | C. J. van Houten, I. van Houten-Groeneveld, T. Gehrels |
| 6807 Brünnow        | 6568 P-L     | 24 tháng 9 năm 1960  | Palomar                | C. J. van Houten, I. van Houten-Groeneveld, T. Gehrels |
| 6808 Plantin        | 1932 CP      | 5 tháng 2 năm 1932   | Heidelberg             | K. Reinmuth                                            |
| 6809 Sakuma         | 1938 DM1     | 20 tháng 2 năm 1938  | Heidelberg             | K. Reinmuth                                            |
| 6810 Juanclariá     | 1969 GC      | 9 tháng 4 năm 1969   | El Leoncito            | C. U. Cesco                                            |
| 6811 Kashcheev      | 1976 QP      | 26 tháng 8 năm 1976  | Nauchnij               | N. S. Chernykh                                         |
| 6812                | 1978 VJ8     | 7 tháng 11 năm 1978  | Palomar                | E. F. Helin, S. J. Bus                                 |
| 6813                | 1978 VV9     | 7 tháng 11 năm 1978  | Palomar                | E. F. Helin, S. J. Bus                                 |
| 6814 Steffl         | 1979 MC2     | 25 tháng 6 năm 1979  | Siding Spring          | E. F. Helin, S. J. Bus                                 |
| 6815 Mutchler       | 1979 MM5     | 25 tháng 6 năm 1979  | Siding Spring          | E. F. Helin, S. J. Bus                                 |
| 6816 Barbcohen      | 1981 EB28    | 2 tháng 3 năm 1981   | Siding Spring          | S. J. Bus                                              |
| 6817 Pest           | 1982 BP2     | 20 tháng 1 năm 1982  | Kleť                   | A. Mrkos                                               |
| 6818 Sessyu         | 1983 EM1     | 11 tháng 3 năm 1983  | Kiso                   | H. Kosai, K. Hurukawa                                  |
| 6819 McGarvey       | 1983 LL      | 14 tháng 6 năm 1983  | Palomar                | S. E. Smrekar                                          |
| 6820 Buil           | 1985 XS      | 13 tháng 12 năm 1985 | Caussols               | CERGA                                                  |
| 6821 Ranevskaya     | 1986 SZ1     | 29 tháng 9 năm 1986  | Nauchnij               | L. G. Karachkina                                       |
| 6822                | 1986 UO      | 28 tháng 10 năm 1986 | Kleť                   | Z. Vávrová                                             |
| 6823                | 1988 ED1     | 12 tháng 3 năm 1988  | Yorii                  | M. Arai, H. Mori                                       |
| 6824 Mallory        | 1988 RE2     | 8 tháng 9 năm 1988   | Kleť                   | A. Mrkos                                               |
| 6825 Irvine         | 1988 TJ2     | 4 tháng 10 năm 1988  | Kleť                   | A. Mrkos                                               |
| 6826 Lavoisier      | 1989 SD1     | 16 tháng 9 năm 1989  | La Silla               | E. W. Elst                                             |
| 6827 Wombat         | 1990 SN4     | 27 tháng 9 năm 1990  | Oohira                 | T. Urata                                               |
| 6828 Elbsteel       | 1990 VC1     | 12 tháng 11 năm 1990 | Siding Spring          | D. I. Steel                                            |
| 6829 Charmawidor    | 1991 BM1     | 18 tháng 1 năm 1991  | Haute Provence         | E. W. Elst                                             |
| 6830 Johnbackus     | 1991 JB1     | 5 tháng 5 năm 1991   | Kiyosato               | S. Otomo, O. Muramatsu                                 |
| 6831                | 1991 UM1     | 28 tháng 10 năm 1991 | Kushiro                | S. Ueda, H. Kaneda                                     |
| 6832 Kawabata       | 1992 FP      | 23 tháng 3 năm 1992  | Kitami                 | K. Endate, K. Watanabe                                 |
| 6833                | 1993 FC1     | 19 tháng 3 năm 1993  | Hidaka                 | S. Shirai, S. Hayakawa                                 |
| 6834 Hunfeld        | 1993 JH      | 11 tháng 5 năm 1993  | Nachi-Katsuura         | Y. Shimizu, T. Urata                                   |
| 6835 Molfino        | 1994 HT1     | 30 tháng 4 năm 1994  | Stroncone              | Stroncone                                              |
| 6836 Paranal        | 1994 PW5     | 10 tháng 8 năm 1994  | La Silla               | E. W. Elst                                             |
| 6837 Bressi         | 1994 XN4     | 8 tháng 12 năm 1994  | Kitt Peak              | Spacewatch                                             |
| 6838 Okuda          | 1995 UD9     | 30 tháng 10 năm 1995 | Nachi-Katsuura         | Y. Shimizu, T. Urata                                   |
| 6839 Ozenuma        | 1995 WB2     | 18 tháng 11 năm 1995 | Oizumi                 | T. Kobayashi                                           |
| 6840                | 1995 WW5     | 18 tháng 11 năm 1995 | Kushiro                | S. Ueda, H. Kaneda                                     |
| 6841 Gottfriedkirch | 2034 P-L     | 24 tháng 9 năm 1960  | Palomar                | C. J. van Houten, I. van Houten-Groeneveld, T. Gehrels |
| 6842 Krosigk        | 3016 P-L     | 24 tháng 9 năm 1960  | Palomar                | C. J. van Houten, I. van Houten-Groeneveld, T. Gehrels |
| 6843 Heremon        | 1975 TC6     | 9 tháng 10 năm 1975  | McDonald               | J.-D. Mulholland                                       |
| 6844 Shpak          | 1975 VR5     | 3 tháng 11 năm 1975  | Nauchnij               | T. M. Smirnova                                         |
| 6845 Mansurova      | 1976 JG2     | 2 tháng 5 năm 1976   | Nauchnij               | N. S. Chernykh                                         |
| 6846 Kansazan       | 1976 UG15    | 22 tháng 10 năm 1976 | Kiso                   | H. Kosai, K. Hurukawa                                  |
| 6847 Kunz-Hallstein | 1977 RL      | 5 tháng 9 năm 1977   | La Silla               | H.-E. Schuster                                         |
| 6848                | 1978 VG5     | 7 tháng 11 năm 1978  | Palomar                | E. F. Helin, S. J. Bus                                 |
| 6849                | 1979 MX6     | 25 tháng 6 năm 1979  | Siding Spring          | E. F. Helin, S. J. Bus                                 |
| 6850                | 1981 QT3     | 28 tháng 8 năm 1981  | La Silla               | H. Debehogne                                           |
| 6851                | 1981 RO1     | 1 tháng 9 năm 1981   | La Silla               | H. Debehogne                                           |
| 6852                | 1985 CN2     | 14 tháng 2 năm 1985  | La Silla               | H. Debehogne                                           |
| 6853                | 1986 CD2     | 12 tháng 2 năm 1986  | La Silla               | H. Debehogne                                           |
| 6854                | 1987 UG      | 20 tháng 10 năm 1987 | Anderson Mesa          | K. W. Zeigler                                          |
| 6855 Armellini      | 1989 BG      | 29 tháng 1 năm 1989  | Bologna                | Osservatorio San Vittore                               |
| 6856 Bethemmons     | 1989 EM      | 5 tháng 3 năm 1989   | Palomar                | E. F. Helin                                            |
| 6857                | 1990 QQ      | 19 tháng 8 năm 1990  | Palomar                | E. F. Helin                                            |
| 6858                | 1990 ST10    | 16 tháng 9 năm 1990  | Palomar                | H. E. Holt                                             |
| 6859 Datemasamune   | 1991 CZ      | 13 tháng 2 năm 1991  | Ayashi Station         | M. Koishikawa                                          |
| 6860 Sims           | 1991 CS1     | 11 tháng 2 năm 1991  | Kiyosato               | S. Otomo, O. Muramatsu                                 |
| 6861                | 1991 FA3     | 20 tháng 3 năm 1991  | La Silla               | H. Debehogne                                           |
| 6862 Virgiliomarcon | 1991 GL      | 11 tháng 4 năm 1991  | Bologna                | Osservatorio San Vittore                               |
| 6863                | 1991 PX8     | 5 tháng 8 năm 1991   | Palomar                | H. E. Holt                                             |
| 6864 Starkenburg    | 1991 RC4     | 12 tháng 9 năm 1991  | Tautenburg Observatory | F. Börngen, L. D. Schmadel                             |
| 6865 Dunkerley      | 1991 TE2     | 2 tháng 10 năm 1991  | Yatsugatake            | Y. Kushida, O. Muramatsu                               |
| 6866 Kukai          | 1992 CO      | 12 tháng 2 năm 1992  | Kiyosato               | S. Otomo                                               |
| 6867 Kuwano         | 1992 FP1     | 28 tháng 3 năm 1992  | Kitami                 | K. Endate, K. Watanabe                                 |
| 6868 Seiyauyeda     | 1992 HD      | 22 tháng 4 năm 1992  | Yatsugatake            | Y. Kushida, O. Muramatsu                               |
| 6869 Funada         | 1992 JP      | 2 tháng 5 năm 1992   | Kitami                 | K. Endate, K. Watanabe                                 |
| 6870 Pauldavies     | 1992 OG      | 28 tháng 7 năm 1992  | Siding Spring          | R. H. McNaught                                         |
| 6871 Verlaine       | 1993 BE8     | 23 tháng 1 năm 1993  | La Silla               | E. W. Elst                                             |
| 6872                | 1993 CN1     | 15 tháng 2 năm 1993  | Kushiro                | S. Ueda, H. Kaneda                                     |
| 6873 Tasaka         | 1993 HT1     | 21 tháng 4 năm 1993  | Kitami                 | K. Endate, K. Watanabe                                 |
| 6874                | 1994 JO1     | 9 tháng 5 năm 1994   | Siding Spring          | G. J. Garradd                                          |
| 6875                | 1994 NG1     | 4 tháng 7 năm 1994   | Palomar                | E. F. Helin                                            |
| 6876 Beppeforti     | 1994 RK1     | 5 tháng 9 năm 1994   | Cima Ekar              | A. Boattini, M. Tombelli                               |
| 6877 Giada          | 1994 TB2     | 10 tháng 10 năm 1994 | Colleverde             | V. S. Casulli                                          |
| 6878 Isamu          | 1994 TN2     | 2 tháng 10 năm 1994  | Kitami                 | K. Endate, K. Watanabe                                 |
| 6879 Hyogo          | 1994 TC15    | 14 tháng 10 năm 1994 | Sengamine              | K. Ito                                                 |
| 6880 Hayamiyu       | 1994 TG15    | 13 tháng 10 năm 1994 | Kiyosato               | S. Otomo                                               |
| 6881 Shifutsu       | 1994 UP      | 31 tháng 10 năm 1994 | Oizumi                 | T. Kobayashi                                           |
| 6882 Sormano        | 1995 CC1     | 5 tháng 2 năm 1995   | Sormano                | P. Sicoli, V. Giuliani                                 |
| 6883 Hiuchigatake   | 1996 AF      | 10 tháng 1 năm 1996  | Oizumi                 | T. Kobayashi                                           |
| 6884 Takeshisato    | 9521 P-L     | 17 tháng 10 năm 1960 | Palomar                | C. J. van Houten, I. van Houten-Groeneveld, T. Gehrels |
| 6885 Nitardy        | 9570 P-L     | 17 tháng 10 năm 1960 | Palomar                | C. J. van Houten, I. van Houten-Groeneveld, T. Gehrels |
| 6886 Grote          | 1942 CG      | 11 tháng 2 năm 1942  | Turku                  | L. Oterma                                              |
| 6887 Hasuo          | 1951 WH      | 24 tháng 11 năm 1951 | Nice                   | M. Laugier                                             |
| 6888                | 1971 BD3     | 27 tháng 1 năm 1971  | Cerro El Roble         | C. Torres, J. Petit                                    |
| 6889                | 1971 RA      | 15 tháng 9 năm 1971  | Cerro El Roble         | C. Torres, J. Petit                                    |
| 6890 Savinykh       | 1975 RP      | 3 tháng 9 năm 1975   | Nauchnij               | L. I. Chernykh                                         |
| 6891 Triconia       | 1976 SA      | 23 tháng 9 năm 1976  | Harvard Observatory    | Harvard Observatory                                    |
| 6892                | 1978 VG8     | 7 tháng 11 năm 1978  | Palomar                | E. F. Helin, S. J. Bus                                 |
| 6893                | 1983 RS3     | 2 tháng 9 năm 1983   | La Silla               | H. Debehogne                                           |
| 6894 Macreid        | 1986 RE2     | 5 tháng 9 năm 1986   | Palomar                | E. F. Helin                                            |
| 6895                | 1987 DG6     | 23 tháng 2 năm 1987  | La Silla               | H. Debehogne                                           |
| 6896                | 1987 RE1     | 13 tháng 9 năm 1987  | La Silla               | H. Debehogne                                           |
| 6897 Tabei          | 1987 VQ      | 15 tháng 11 năm 1987 | Kleť                   | A. Mrkos                                               |
| 6898 Saint-Marys    | 1988 LE      | 8 tháng 6 năm 1988   | Palomar                | C. S. Shoemaker                                        |
| 6899 Nancychabot    | 1988 RP10    | 14 tháng 9 năm 1988  | Cerro Tololo           | S. J. Bus                                              |
| 6900                | 1988 XD1     | 2 tháng 12 năm 1988  | Yorii                  | M. Arai, H. Mori                                       |